# Ralikgruppen

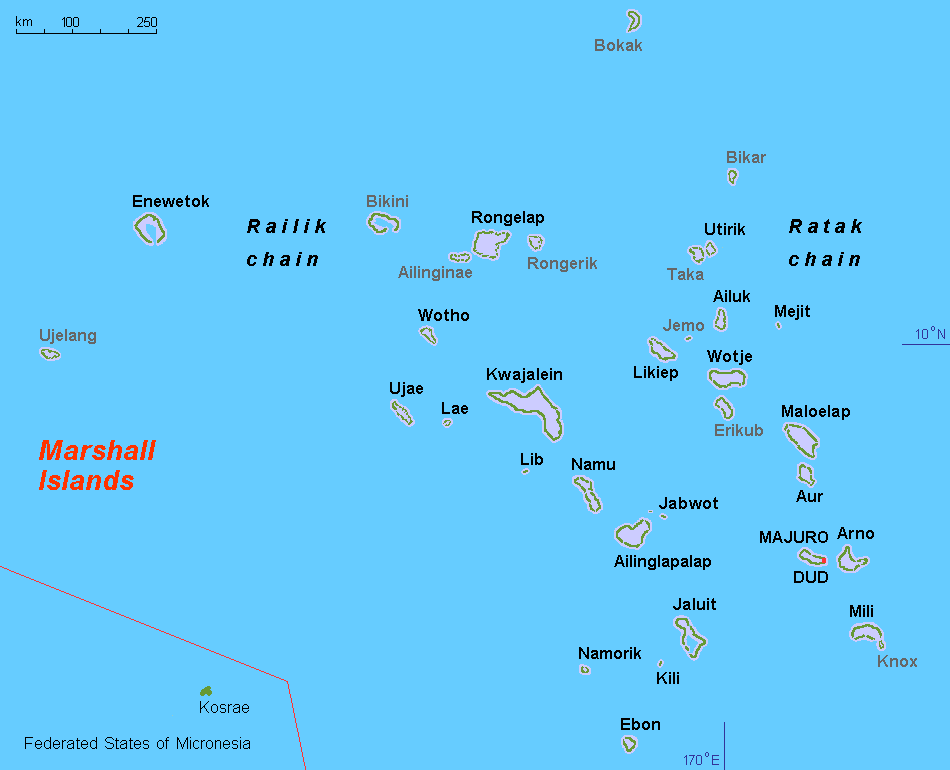
Marshallöarna, Raliköarna på vänster sida.

Ralikgruppen utgör den västra ögruppen i Marshallöarna i norra Stilla havet.

## Historia
Raliköarna har troligen bebotts av mikronesier sedan cirka 1000 f.Kr. De upptäcktes 1526 av spanske kaptenen Alonso de Salazar och besöktes även av Álvaro de Saavedra kring 1529. Öarna hamnade senare under spansk överhöghet.
Neuguinea-Compagnie, ett tyskt handelsbolag, etablerades sig på Raliköarna kring 1859 och den 22 oktober 1885 köpte Kejsardömet Tyskland hela Marshallöarna av Spanien. Bolaget förvaltade öarna fram till den 13 september 1886 då området först blev ett tyskt protektorat och 1906 blev del i Tyska Nya Guinea.
Under första världskriget ockuperades området i oktober 1914 av Japan som i december 1920 även erhöll ett förvaltningsmandat - det Japanska Stillahavsmandatet - över området av Nationernas förbund efter Versaillesfreden 1919. Under andra världskriget användes ögruppen som militärbas av Japan tills USA erövrade området våren 1944. Därefter hamnade ögruppen under amerikansk överhöghet. 1947 utsågs Marshallöarna tillsammans med hela Karolinerna till "Trust Territory of the Pacific Islands" av Förenta nationerna och förvaltades av USA.
I maj 1979 bildades den autonoma republiken Marshallöarna med lokalt självstyre och den 21 oktober 1986 blev landet självständigt.

## Geografi
Ögruppen ligger ca 200 km väster om Rataköarna och sträcker sig cirka 1300 km i nordvästlig riktning. Raliköarna omfattar 15 atoller och tre öar.
- Ailinginaeatollen
- Ailinglapalapatollen
- Bikiniatollen
- Ebonatollen
- Enewetakatollen
- Jabatön
- Jaluitatollen
- Kwajaleinatollen
- Kiliön
- Laeatollen
- Libön
- Namorikatollen
- Namuatollen
- Rongelapatollen
- Rongrikatollen
- Ujaeatollen
- Ujelangatollen
- Wothoatollen

Ögruppen har cirka 20 000 invånare. Många öar är obebodda och några öar som Bikiniatollen är ej beboeliga efter en rad kärnvapenprov under 1940- och 50-talet.
Namnet kommer från det marshalliska ordet ralik för "solnedgång".